# Tremoschizodina crassa
Tremoschizodina crassa är en mossdjursart som beskrevs av Ferdinand Canu och Ray Smith Bassler 1929. Tremoschizodina crassa ingår i släktet Tremoschizodina och familjen Stomachetosellidae. Inga underarter finns listade i Catalogue of Life.